# Verteilerkreis Favoriten
Der Verteilerkreis Favoriten mit dem offiziellen Straßennamen Altes Landgut ist ein Kreisverkehr im 10. Wiener Gemeindebezirk, Favoriten, und ein wichtiger Verkehrsknotenpunkt sowohl für den Individualverkehr als auch für den öffentlichen Personennahverkehr. Nach dem Praterstern ist er der zweitgrößte Kreisverkehr in Wien. Am 2. September 2017 wurde unter dem Verteilerkreis im Rahmen der Verlängerung der U-Bahn-Linie U1 die U-Bahn-Station Altes Landgut eröffnet.
Der Straßen- und Stationsname bezieht sich auf eine einstige Ziegelei südlich des heutigen Antonsplatzes, deren Areal nach ihrer Schließung 1834 als Ausflugs- und Vergnügungslokal mit Tanz und Casino verwendet wurde. 1851 wurde auch das Lokal geschlossen. Ziegelei und Lokal befanden sich nicht dort, wo sich heute die Verkehrsfläche Altes Landgut befindet.
Am 19. Dezember 1970 wurde der erste Abschnitt der Wiener Südosttangente zwischen dem Knoten Inzersdorf und der Anschlussstelle Wien-Favoriten eröffnet. Im Zuge dessen entstand auch der dreispurige Kreisverkehr mit einem Umfang von 700 m und sechs Ampeln.
An ihn angeschlossen sind neben den Rampen von und zur Südosttangente in beide Fahrtrichtungen die Favoritenstraße nach Norden und Süden, die Grenzackerstraße Richtung Nordwesten und die Ludwig-von-Höhnel-Gasse Richtung Südosten. Über die beiden letztgenannten verläuft die Wienerberg Straße (B 225).
In der Mitte des Verteilerkreises befinden sich ein Aufnahmsgebäude der U-Bahn-Station Altes Landgut und die gleichnamige Autobushaltestelle  der Linie 15A. Die bis 2. September 2017 benützten Straßenbahngleise wurden stillgelegt.
Direkt am Verteilerkreis Favoriten befinden sich die größte Fachhochschule Wiens, das Fußballstadion des FK Austria Wien sowie das Laaerbergbad.
Beim heutigen Verteilerkreis mündete bis zum Bau der Südosttangente die von Nordnordost kommende Absberggasse in die Favoritenstraße.

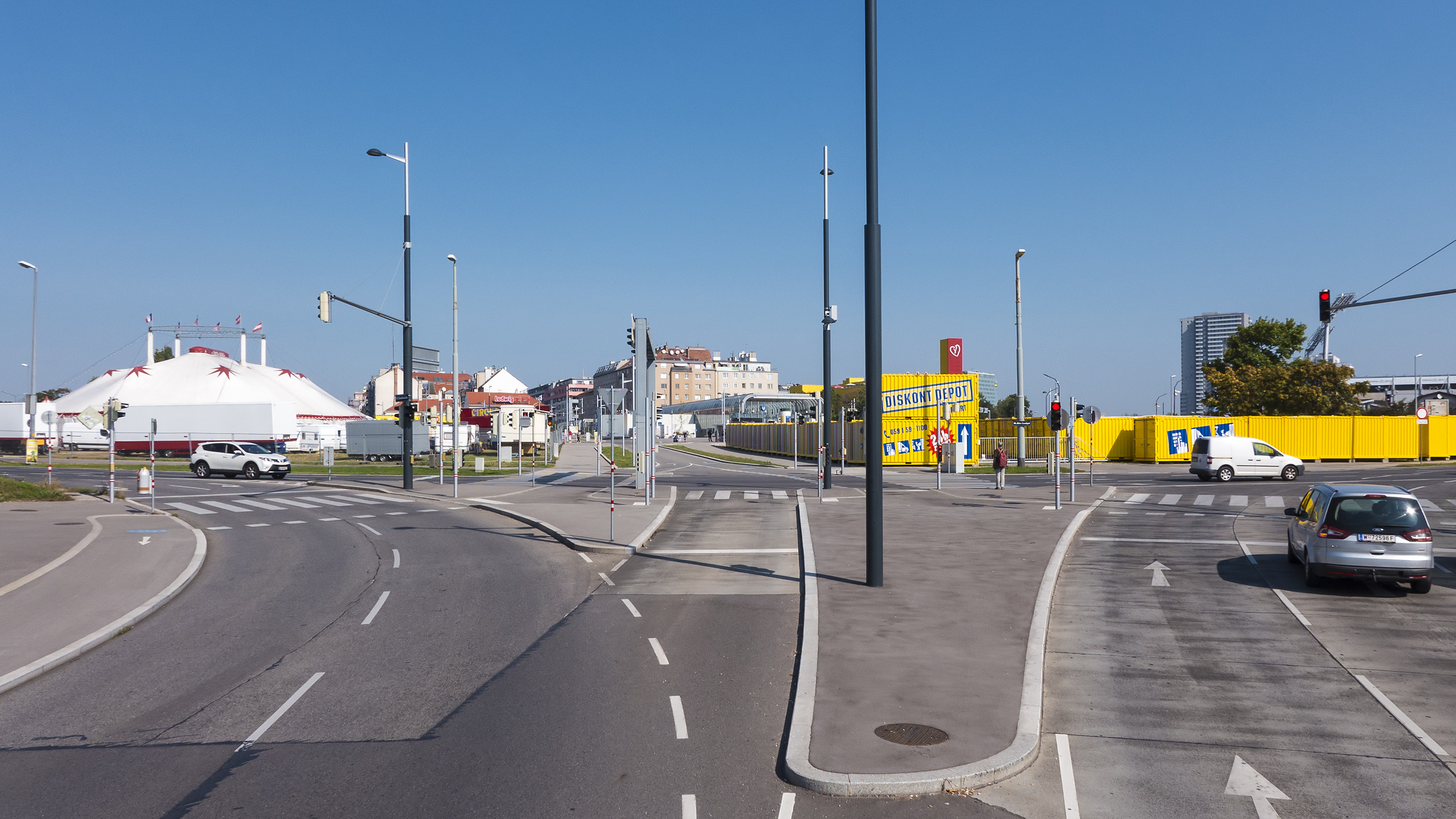
Südteil bei der Favoritenstraße
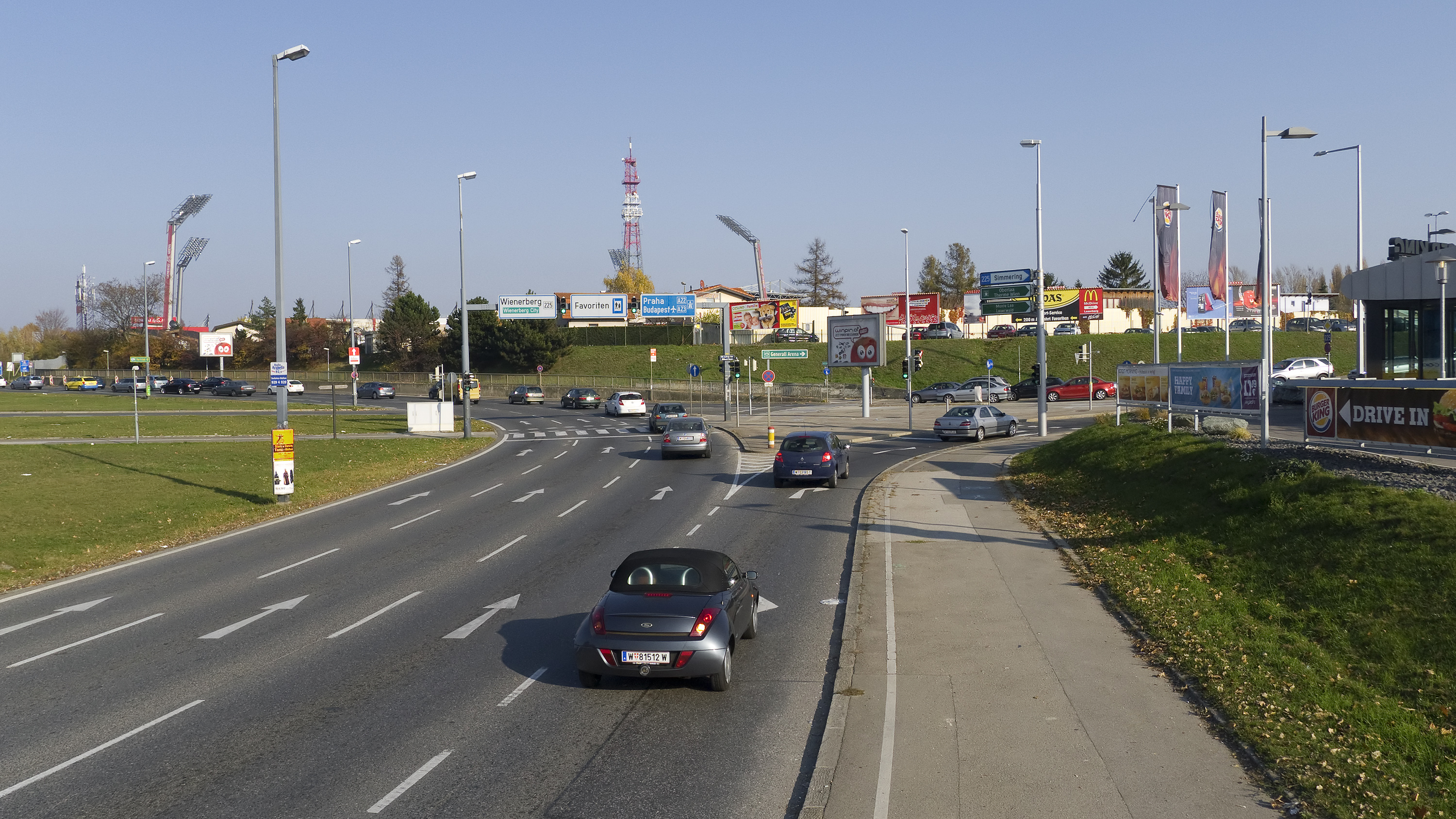
Ostteil, Richtung Generali-Arena
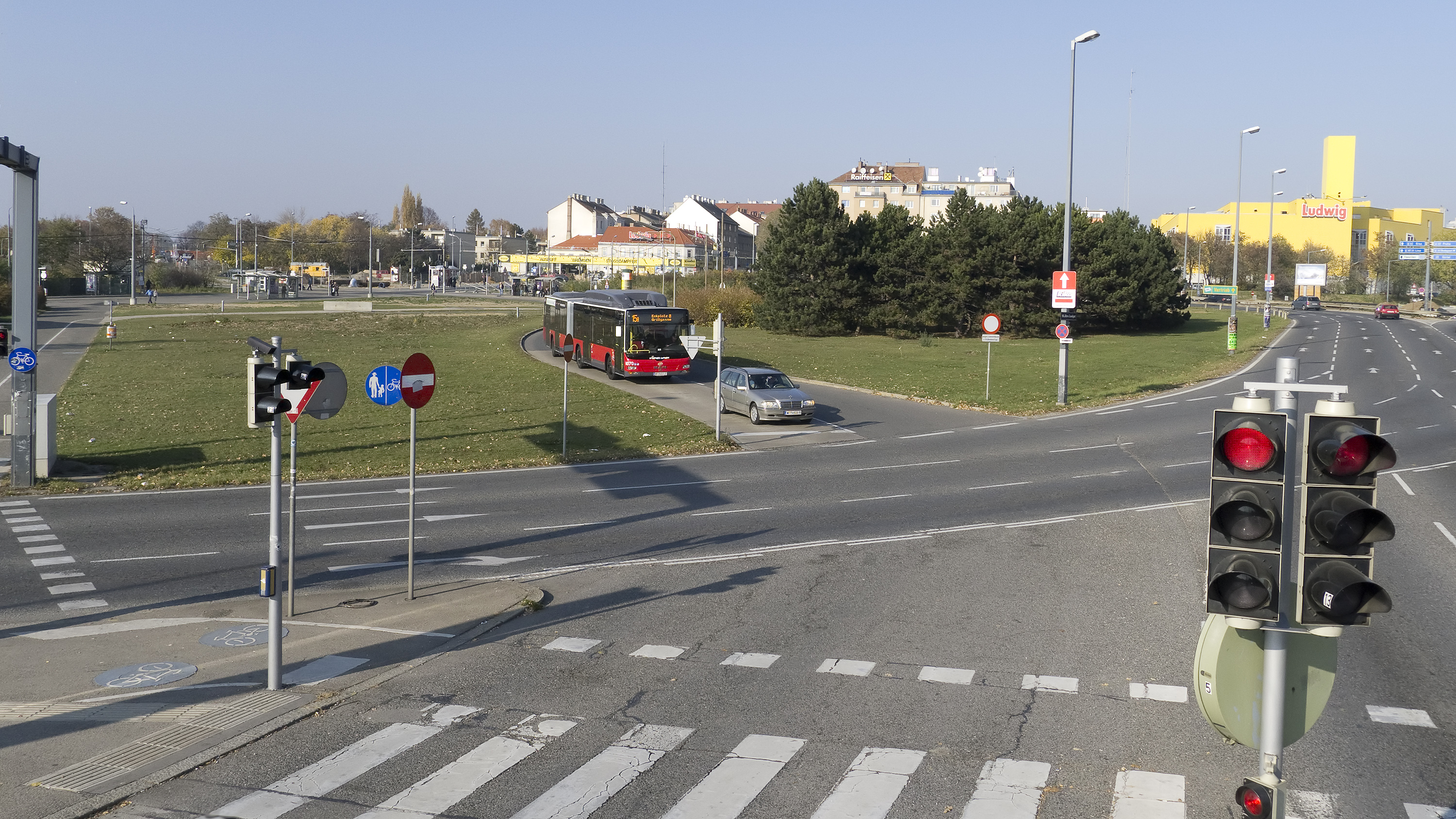
Ostteil, Autobus Linie 15A
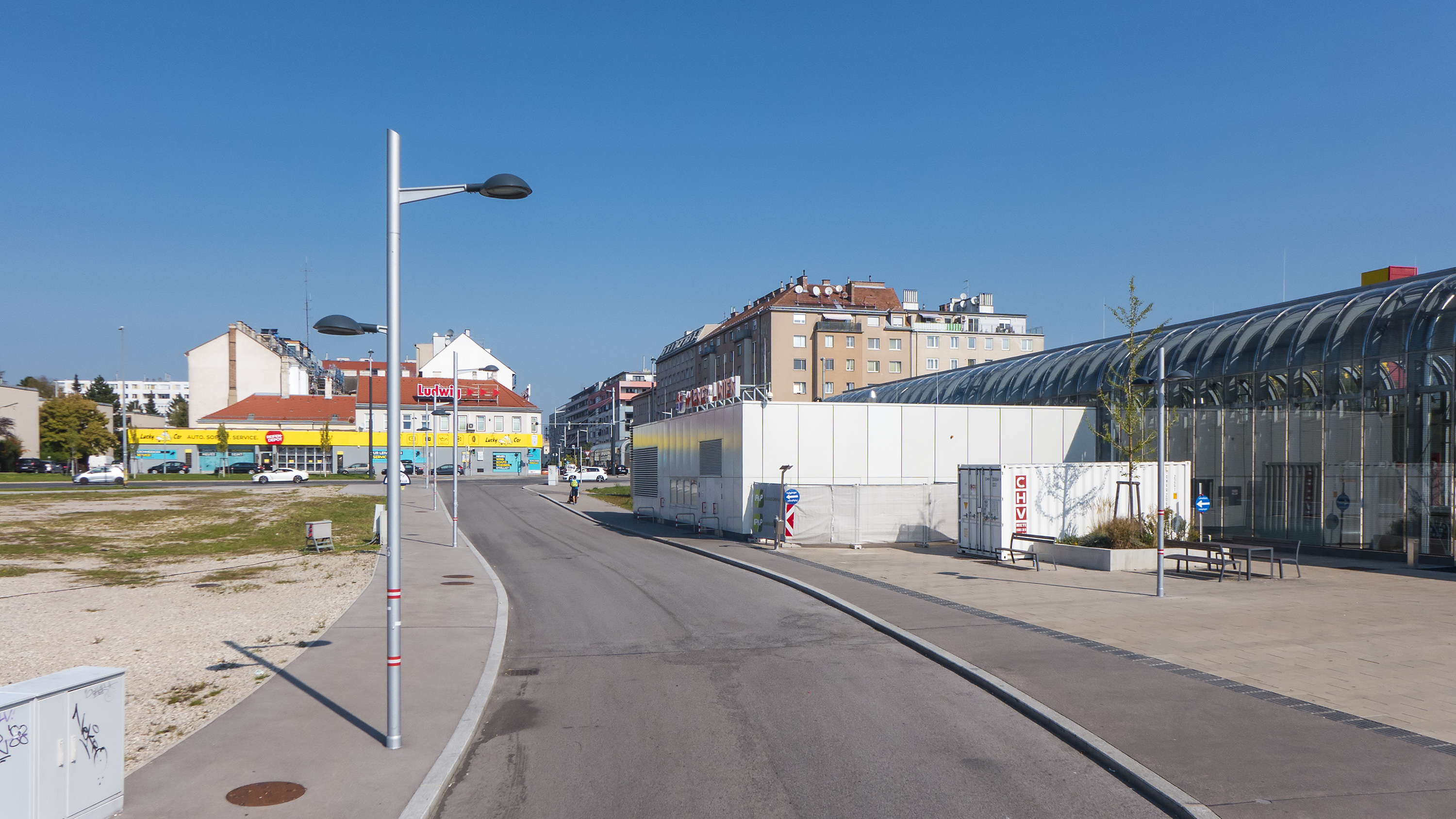
Mittelteil
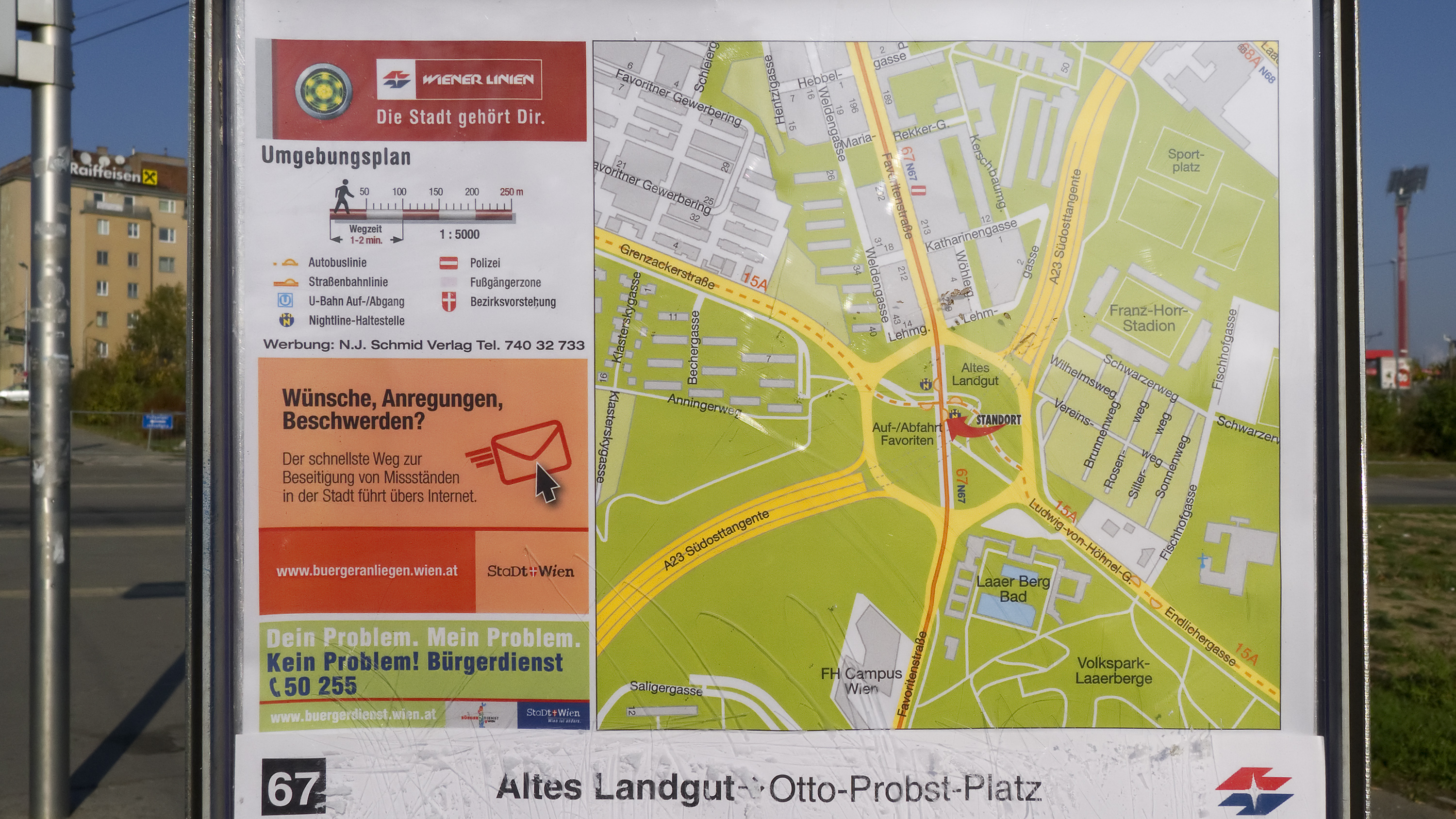
Bis 2. September 2017 gültiger Übersichtsplan der Wiener Linien